# Matthias Buse
Matthias Buse (* 3. März 1959 in Zittau) ist ein ehemaliger deutscher Skispringer. Er gehörte dem SC Dynamo Klingenthal an.

## Werdegang
Seine größten Erfolge erreichte Buse in der Skisprungsaison 1977/78. So gewann er bereits am 30. Dezember 1977 das Auftaktspringen der Vierschanzentournee in Oberstdorf. Mit zwei sechsten und einem siebten Rang zeigte er im weiteren Tourneeverlauf konstante Leistungen und belegte schließlich den zweiten Platz in der Gesamtwertung. Auf nationaler Ebene gewann er bei den DDR-Skimeisterschaften Anfang Februar 1978 in Schmiedefeld sowohl von der Normal- als auch von der Großschanze die Bronzemedaille. Bei den Nordischen Skiweltmeisterschaften 1978 in Lahti wurde Buse Weltmeister von der Salpausselkä-Normalschanze. Nachdem er wenige Tage später auch den inoffiziellen Titel mit dem Team gewonnen hatte, verpasste er als Vierter von der Großschanze nur knapp eine weitere Medaille. Seine Form ließ auch nach dem Saisonhöhepunkt nicht nach, sodass er mit Siegen beim Czech-Marusarzówna-Memorial in Zakopane sowie beim Feldberg-Springen weiterhin Topleistungen erzielte.
Buse nahm an den Olympischen Spielen 1984 in Sarajevo teil und belegte Rang 21. auf der Großschanze. Bei den Nordischen Skiweltmeisterschaften 1984 in Engelberg gewann er mit der DDR-Mannschaft die Silbermedaille im Team.
Buse war von 2003 bis 2006 Vize-Präsident des VSC Klingenthal. Zudem ist er der Schanzenwart in der Vogtland Arena.